# Château fort d'Esplantas
Le château fort est un édifice situé à Esplantas, en France.

## Localisation
Le château est situé sur le territoire de la commune d'Esplantas, dans le département de la Haute-Loire, en région Auvergne-Rhône-Alpes.

## Description
Ce donjon appartient aux donjons circulaires de type philipins bâtis au cours du XIIIe siècle selon le modèle répandu par Philippe-Auguste. Présentant certains caractères archaïques (voûtement en coupole, accès par le premier étage) , il offre également des dispositions plus modernes, notamment un système défensif plus marqué. Aux XVIe et XVIIIe siècles, édification du reste des bâtiments (baies et portail Renaissance ; cheminées et boiseries du XVIIIe siècle).

## Historique
Inscriptions annulées du 30 janvier 1986 (corps de logis et donjon) et du 2 février 2002 (château fort en totalité, y compris enceintes, terrasses, jardins).
Le château est inscrit au titre des monuments historiques par arrêté du 14 juin 2002.

## Protection
Le château fort en totalité, y compris ses enceintes, terrasses, jardins, ainsi que toutes ses pièces avec leurs décors (escaliers, cheminées, boiseries) du 14 juin 2002.

## Galerie

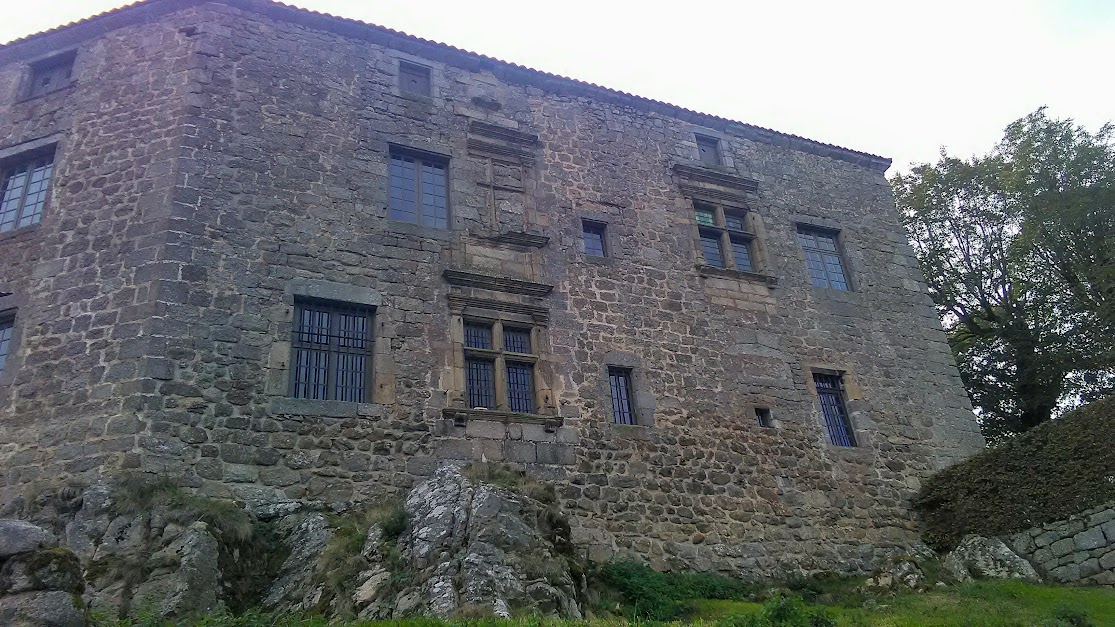